# Abdallah Deeb
Abdallah Deeb (en árabe: عبد الله خالد ذيب سليم‎; Amán, Jordania; 10 de mayo de 1987) es un futbolista de Jordania que juega en la posición de delantero con el Al-Salt SC de la Liga Premier de Jordania.

## Carrera

### Club
| Periodo   | Club                 |
| --------- | -------------------- |
| 2005–2007 | Al-Wehdat SC         |
| 2007–2008 | Riffa SC             |
| 2008–2009 | Shabab Al-Ordon Club |
| 2009–2010 | KV Mechelen          |
| 2010–2011 | Shabab Al-Ordon Club |
| 2011–2013 | Al-Wehdat SC         |
| 2013–2014 | Al-Orobah FC         |
| 2014–2015 | Riffa SC             |
| 2015–2018 | Al-Wehdat SC         |
| 2018–2019 | Al-Ansar FC          |
| 2019–     | Al-Salt SC           |

### Selección nacional
Jugó para Jordania en 121 ocasiones de 2007 a 2016 y anotó 24 goles; participó en la Copa Mundial de Fútbol Sub-20 de 2007 y en dos ediciones de la Copa Asiática.

## Logros

### Club
- Liga Premier de Jordania (5): 2005, 2007, 2011, 2014, 2015
- Copa de Jordania (2): 2011, 2014

### individual
- Goleador en los Juegos Panarábicos de 2011.[9]

## Estadísticas

### Goles con selección nacional
| #   | Fecha      | Sede                                | Rival                  | Marcador | Resultado | Torneo                                               |
| --- | ---------- | ----------------------------------- | ---------------------- | -------- | --------- | ---------------------------------------------------- |
| 1.  | 7-9-2007   | Al Muharraq Stadium, Al Muharraq    | Baréin                 | 1–0      | 3–1       | Amistoso                                             |
| 2.  | 7-9-2007   | Al Muharraq Stadium, Al Muharraq    | Baréin                 | 2–0      | 3–1       | Amistoso                                             |
| 3.  | 13-5-2009  | King Abdullah Stadium, Amán         | Zimbabue               | 1–0      | 2–0       | Amistoso                                             |
| 4.  | 14-10-2009 | Rahsid Al Maktoum Stadium, Dubái    | Emiratos Árabes Unidos | 1–2      | 1–3       | Amistoso                                             |
| 5.  | 16-9-2010  | King Abdullah Stadium, Amán         | Irak                   | 2–0      | 4–1       | Amistoso                                             |
| 6.  | 19-9-2010  | Prince Mohammed Stadium, Zarqa      | Baréin                 | 2–0      | 2–0       | Amistoso                                             |
| 7.  | 24-9-2010  | King Abdullah Stadium, Amán         | Siria                  | 1–0      | 1–1       | Campeonato de la WAFF 2010                           |
| 8.  | 23-7-2011  | Amman International Stadium, Amán   | Nepal                  | 4–0      | 9–0       | Clasificación para la Copa Mundial de Fútbol de 2014 |
| 9.  | 22-8-2011  | Amman International Stadium, Amán   | Túnez                  | 1–0      | 3–3       | Amistoso                                             |
| 10. | 22-8-2011  | Amman International Stadium, Amán   | Túnez                  | 3–2      | 3–3       | Amistoso                                             |
| 11. | 27-8-2011  | Amman International Stadium, Amán   | Indonesia              | 1–0      | 1–0       | Amistoso                                             |
| 12. | 2-9-2011   | Franso Hariri Stadium, Arbil        | Irak                   | 2–0      | 2–0       | Clasificación para la Copa Mundial de Fútbol de 2014 |
| 13. | 11-10-2011 | Jalan Besar Stadium, Singapur       | Singapur               | 1–0      | 3–0       | Clasificación para la Copa Mundial de Fútbol de 2014 |
| 14. | 11-12-2011 | Al-Gharafa Stadium, Doha            | Palestina              | 2–0      | 4–1       | Juegos Panarábicos de 2011                           |
| 15. | 11-12-2011 | Al-Gharafa Stadium, Doha            | Palestina              | 3–0      | 4–1       | Juegos Panarábicos de 2011                           |
| 16. | 20-12-2011 | Al-Gharafa Stadium, Doha            | Kuwait                 | 1–0      | 2–0       | Juegos Panarábicos de 2011                           |
| 17. | 20-12-2011 | Al-Gharafa Stadium, Doha            | Kuwait                 | 2–0      | 2–0       | Juegos Panarábicos de 2011                           |
| 18. | 23-2-2012  | Zabeel Stadium, Dubái               | Irán                   | 2–0      | 2–2       | Amistoso                                             |
| 19. | 6-2-2013   | Amman International Stadium, Amán   | Singapur               | 1–0      | 4–0       | Clasificación para la Copa Asiática 2015             |
| 20. | 16-6-2015  | Al-Hassan Stadium, Irbid            | Trinidad y Tobago      | 2–0      | 3–0       | Amistoso                                             |
| 21. | 8-9-2015   | Bangabandhu National Stadium, Dhaka | Bangladés              | 1–0      | 4–0       | Clasificación para la Copa Mundial de Fútbol de 2018 |
| 22. | 8-9-2015   | Bangabandhu National Stadium, Dhaka | Bangladés              | 3–0      | 4–0       | Clasificación para la Copa Mundial de Fútbol de 2018 |
| 23. | 24-3-2016  | Amman International Stadium, Amán   | Bangladés              | 3–0      | 8–0       | Clasificación para la Copa Mundial de Fútbol de 2018 |
| 24. | 29-3-2016  | Sydney Football Stadium, Sídney     | Australia              | 1–5      | 1–5       | Clasificación para la Copa Mundial de Fútbol de 2018 |